# KAMACHOP カマチョップ
『KAMACHOP カマチョップ』（かまちょっぷ）は映像制作集団“革命トマト”が手掛けた日本のインディーズ映画。2008年1月5日公開。

## 概要
映像制作集団“革命トマト”長編第一作。製作費70万円という超低予算ながら、大森南朋はじめ、桐谷健太・波岡一喜・木下ほうかといった邦画界で活躍する俳優達が集結した。2008年にはNYTFGP 2008（New York-Tokyo Film Grand Prix 2008）で上映された。

## キャスト
- 鎌地広行 - カマチ（幽霊）
- 原田武明 - チョップ（幽霊）
- 大森南朋 - 恵比寿（死神）
- 木下ほうか - 東（借金取り）
- 四天王寺紅 - 岩瀬智恵子（圭一の母）
- 桐谷健太 - 岩瀬圭一（ニートの漫才師）
- 波岡一喜 - 田所伸介（路上漫才師）
- 仲音映里
- 日向丈
- 永井努
- 島津健太郎
- 川村早織梨
- 和泉宗兵
- 根本和史
- 石堂夏央
- 西岡竜一朗
- 杉内貴
- 山田麻衣子
- 和広大作
- 郡司掛雅之
- 大野ちか
- 大西篤史
- 鷲尾直人
- 八島未来
- SUE

## スタッフ
- 脚本・監督・編集・原案 - 松本庵路
- 撮影 - 浜口恭行
- 撮影助手 - 影山裕樹
- スチール - 伊藤大介
- 録音 - 天野隆太、黄永昌
- ヘアメイク - 村中サチエ、木村麻美
- 和装 - 藤田ゆかり
- 博多弁指導 - 橋詰康枝
- 広告デザイン - 佐藤エミカ
- 音楽 - 奥野裕則
- 整音 - 竹林スタジオ
- 挿入歌 - RIO
- 企画・原案 - 鎌地広行
- 制作協力 - 荒木健雄
- 企画・制作 - 革命トマト